# 1-Naphthalinthiol
1-Naphthalinthiol ist eine chemische Verbindung aus der Gruppe der Thiole.

## Gewinnung und Darstellung
1-Naphthalinthiol kann durch Reaktion von 1-Iodnaphthalin mit Natriumsulfid und 1,2-Ethandithiol gewonnen werden.

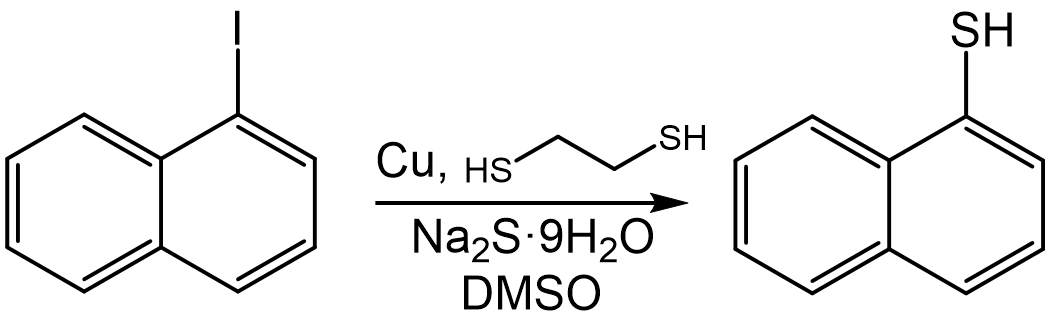
Synthese von 1-Naphthalinthiol

## Eigenschaften
1-Naphthalinthiol ist eine hellgelbe Flüssigkeit mit unangenehmem Geruch.

## Verwendung
1-Thionaphthol wird zur Herstellung von Dinaphthyldisulfid verwendet. Es wird auch in der organischen Synthese von Arzneimitteln, Agrochemikalien und Farbstoffen verwendet.